# Lourdes Berninzon
Olga Lourdes Berninzon Devéscovi, conosciuta come  Lourdes Berninzon (Lima, 5 febbraio 1958), è un'attrice, conduttrice televisiva e modella peruviana, è stata protagonista di diverse telenovele famose come: Carmin, Per Elisa, Torbellino, Anna Cristina.
Dotata di grande bellezza sia di volto che di fisico, è considerata una sex symbol in Perú.

## Biografia

### Infanzia e adolescenza
Figlia dell'ingegnere George Berninzon e della casalinga Mary Dévescovi è la maggiore dei cinque figli (tre femmine e due maschi). Ha studiato teatro e ballo. Trascorre la sua infanzia in Perù precisamente a Lima. Ha frequentato un collegio di suore.

### Miss Perú e i primi successi
Nel 1975 ha partecipato a Miss Perù come rappresentante del Dipartimento di Lima dove è stata eletta Miss Perù classificandosi al Miss Universo.
Grazie a questo concorso ha potuto recitare in un'opera di teatro, dove ha incontrato un produttore televisivo che gli ha dato la possibilità di studiare recitazione nei suoi studi per un anno.
Ottenendo in seguito un ruolo in 1 puntate della serie peruviana Quattro in amore. Successivamente ha volto alcuni ruoli da protagonista in telenovela nella prime serate dei canali peruviani Panamericana Televisión prima fra tutti è stato il personaggio di Claudia Menchelli nella telenovela Carmin, seguita da Un uomo due donne quest'ultima girata nel 1986. Entrambe queste due ultime telenovele sono state trasmesse anche in Italia da Odeon TV e da altri paesi.
Nel 1987 conduce in Perú il programma di América Televisión Para Tí. In seguito viaggia in Argentina prende parte a Per Elisa. Questa è la prima telenovela con Lourdes in Argentina.

### Anni duemila
In questi anni è protagonista di diversi telenovele è serie televisive. Nel 2005 e In nunca te dire adios dove interpreta Esther Colmenares per 100 episodi.
Dal 2008 conduce Siete Vidas su Plus TV fino al 2009.

### Anni duemiladieci
Nel 2011 protagonista della telenovele peruviana Ana Cristina dove interpreta Vittoria Aragón per 150 episodi.
Viene scelta come protagonista nella serie Ven baila quinceañera nel ruolo di Raquel fondavis. Il personaggio viene ripreso sia nella prima stagione del 2016 sia nella seconda del 2017 nella terza e ultima stagione del 2018.

## Vita privata
È stata sposata con il suo primo fidanzato con cui ha avuto una figlia Jannina.
Nel 1991 si è risposata con il diplomatico Manuel Soarez da cui ha avuto due figlie Alejandra e Carolina.

## Carriera

### Televisione
Attrice
- Quattro in amore (Los Perez-Gil, 1984)
- Carmin (Carmín, 1985-1986)
- Un uomo due donne (La casa de enfrente, 1986)
- Per Elisa (Tu mundo y el mio, 1987)
- Tiempo Cumplido (1987)
- La Noche (1995)
- Torbellino (1996)
- Escandalo (1998)
- Sercretos (1999)
- Nunca te dire adios (2005)
- Condesa por amor (2007)
- Ana Cristina (2011)
- Ven baila quinceañera (2016-2018)

Altro
- Miss Perù - concorso di bellezza (1975)
- Miss Universo 1975 - concorso di bellezza (1975)
- Para Tí - programma TV (1987)
- Impacto Hoy - programma TV (2000-2001)
- Siete vidas - programma TV (2008-2009)

### Cinema
- Hour of the Assassin, regia di Luis Llosa (1987)

## Doppiatrici italiane
- Liliana Sorrentino in Carmin
- Germana Pasquero in Per Elisa